# Świder (Lublin)
Świder [pronunciación en polaco: /ˈɕfidɛr/] es un pueblo en el distrito administrativo de Gmina Wola Mysłowska, dentro del Distrito de Łuków, Voivodato de Lublin, en el este de Polonia. Se encuentra aproximadamente 6 kilómetros al norte de Wola Mysłowska, 31 kilómetros al oeste de Łuków, y 85 kilómetros al noroeste de la capital regional, Lublin.